# Léopold Deschamps
Léopold Marie Deschamps est un homme d'affaires né le 30 octobre 1833 à Roscoffet mort le 6 février 1905 à Servel (Côtes-du-Nord),. 

## Biographie
Son père, Yves Deschamps, est juge de paix du canton de Saint-Pol-de-Léon et maire de Roscoff (1832-1833).
Il est un temps armateur et ensuite il décide de se lancer dans le commerce de la sardine.
Il est maire de Roscoff de 1863 à 1870 puis de 1871 à 1873.

### L'aventure de la sardine à l'île de Sieck
Il fit construire une conserverie de sardines et autres poisson sur l'île de Sieck en 1864. Cette île appartenait alors à son père qui lui céda un terrain pour construire la conserverie.

Léopold Deschamps fit appel à un entrepreneur de Douarnenez,  Le Guillou de Penanros, pour l'aider dans son activité en apportant son savoir-faire.
La marque "Deschamps" acquiert une bonne renommée et dispose de comptoirs de vente dans plusieurs villes de France.
La préparation de conserves de sardines constitue l'activité essentielle mais la conserverie travaille aussi l'asperge qui est cultivée dans les terres sablonneuses du littoral.

### Développement et arrêt de l'activité
La sardine toute fraîche pêchée dans la baie de Sieck est transformée sans attendre dans la conserverie, elle est étêtée, étripée à la main, plongée dans la saumure, passée dans un bac de lavage et puis mise à sécher.
Elle passe à la friture à l'huile, est égouttée et disposée dans une boîte remplie d'huile fraîche avant d'être sertie et de passer à l'autoclave.
La pêche sur l'île est active et mobilise de nombreux bateaux venu de l'île, de Moguériec et de Santec.
Alors que la situation de l'entreprise commence à se dégrader, Léopold Deschamps continue à investir en faisant construire une autre conserverie à Beguen, en Servel, sur la baie de Lannion, autre zone de pêche à la sardine en Bretagne nord.

Cette conserverie restera en activité jusqu'en 1885, date  de sa faillite retentissante. En avril de cette année, le tribunal de commerce de Morlaix prononce la faillite et ordonne la mise sous scellés des biens de Léopold Deschamps. Celui-ci, à l'âge de 52 ans, devenu maire de Morlaix et connu dans toute la région de Roscoff, est condamné à deux ans de prison et tous ses biens sont mis en vente. Il laisse un passif de plus d'un million de francs de l'époque avec plus de 300 créanciers.
L'île, qui, entretemps, était devenue la propriété de Léopold Deschamps, fut vendue à Paul Guilloux et la conserverie fut louée pour quelques années à Wenceslas Chancerelle, propriétaire d'une conserverie de sardines à Douarnenez connue encore de nos jours sous la marque Connétable. Malgré l'arrêt de l'activité, la pêche à la sardine continua jusqu'en 1950 environ dans la baie de Sieck.